# María Eugenia Carballedo Berlanga
María Eugenia Carballedo Berlanga (Madrid, 4 de setembre de 1971) és una política espanyola del Partit Popular.
Nascuda el 4 de setembre de 1971 a Madrid, es va llicenciar en Dret per la Universitat Complutense de Madrid (UCM) i es va especialitzar en Dret Comunitari per la Universitat de Lovaina.
Considerada com la mà dreta d'Ignacio Astarloa dins del PP, es va convertir en diputada per Madrid al Congrés dels Diputats dins del Grup Parlamentari Popular el 2008, en substitució de Eduardo Zaplana. Número 29 de la llista del PP per a les eleccions a l'Assemblea de Madrid de 2011, va ser escollida diputada al parlament regional.
Nomenada viceconsellera de Treball del Govern de la Comunitat de Madrid, en març de 2015 va ser designada de forma sorprenent com a alcaldable del PP de cara a les eleccions municipals de maig de 2015 a Leganés. Carballedo, que també es va presentar com a candidata a las eleccions a l'Assemblea de Madrid, va renunciar a recollir la seva acta de regidora, després de conèixer els resultats de les eleccions municipals que van col·locar al PP com la quarta formació en nombre de vots. Número 4 de la llista del PP per a les eleccions a l'Assemblea de Madrid de 2019 encapçalada per Isabel Díaz Ayuso, va ser escollida diputada.